# Championnat du monde de badminton par équipes mixtes 2009
Navigation
Glasgow 2007 Qingdao 2011

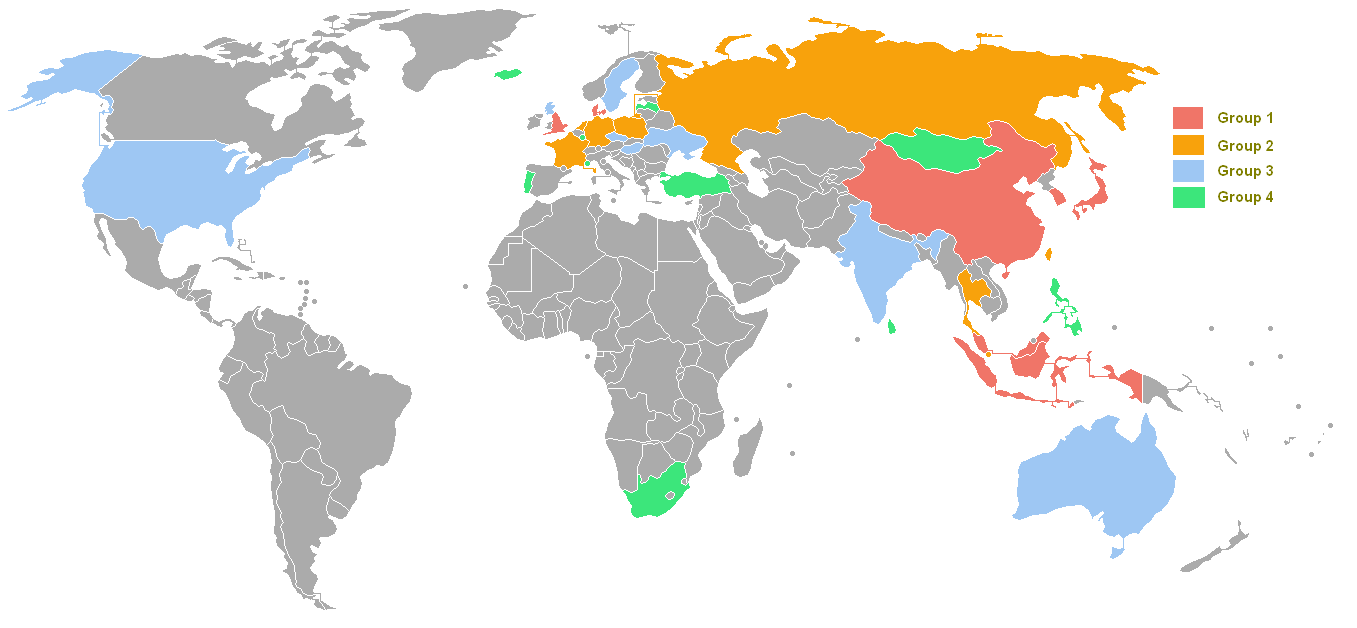
Nations participantes

La Sudirman Cup 2009 est la 11e édition de cette compétition, appelée également Championnat du monde de badminton par équipes mixtes.
La compétition s'est déroulée du 10 au 17 mai 2009 à Canton en Chine.
La Chine a remporté l'épreuve pour la 7e fois et pour la 3e fois de suite, en battant la Corée du Sud en finale sur le score de 3 à 0.

## Localisation
La compétition s'est déroulée dans le Guangzhou Gymnasium.

## Nations engagées
34 équipes ont participé à la compétition :
- 18 de l'Union Européenne de badminton (EBU)
- 13 de la Confédération asiatique de badminton
- 1 de la Confédération panaméricaine de badminton
- 1 de la Confédération de badminton d'Océanie
- 1 de la Confédération africaine de badminton

Les équipes sont classées en groupes en fonction de leur niveau. Seules les équipes du groupe 1 peuvent jouer le titre. Les équipes des autres groupes jouent pour accéder au groupe supérieur.
Chaque groupe est divisé en deux sous-groupes (A et B) de 4 équipes chacun (5 pour le Groupe 4). Dans chaque sous-groupe, les équipes jouent les unes contre les autres. Ensuite, au sein de chaque groupe (sauf le groupe 1), des matches de classement ont lieu entre les 1ers, 2es, 3es, 4es et 5es (pour le Groupe 4) des sous-groupes A et B.
Le premier de chaque groupe accède au niveau supérieur tandis que le dernier est relégué.

## Groupe 1
| Demi-finales             |
| Match pour la relégation |

| Équipe       | Pts | J | G | P | MP | MC |
| ------------ | --- | - | - | - | -- | -- |
| Corée du Sud | 3   | 3 | 3 | 0 | 10 | 5  |
| Malaisie     | 2   | 3 | 2 | 1 | 9  | 6  |
| Danemark     | 1   | 3 | 1 | 2 | 6  | 9  |
| Hong Kong    | 0   | 3 | 0 | 3 | 5  | 10 |

| Équipe     | Pts | J | G | P | MP | MC |
| ---------- | --- | - | - | - | -- | -- |
| Chine      | 3   | 3 | 3 | 0 | 15 | 0  |
| Indonésie  | 2   | 3 | 2 | 1 | 8  | 7  |
| Angleterre | 1   | 3 | 1 | 2 | 5  | 10 |
| Japon      | 0   | 3 | 0 | 3 | 2  | 13 |

| 10 mai       |     |              |
| Malaisie     | 2–3 | Corée du Sud |
| Danemark     | 3–2 | Hong Kong    |
| 11 mai       |     |              |
| Malaisie     | 4–1 | Hong Kong    |
| 12 mai       |     |              |
| Danemark     | 1–4 | Corée du Sud |
| 13 mai       |     |              |
| Corée du Sud | 3–2 | Hong Kong    |
| 14 mai       |     |              |
| Danemark     | 2–3 | Malaisie     |

| 10 mai     |     |            |
| Indonésie  | 4–1 | Japon      |
| Chine      | 5–0 | Angleterre |
| 11 mai     |     |            |
| Indonésie  | 4–1 | Angleterre |
| 12 mai     |     |            |
| Chine      | 5–0 | Japon      |
| 13 mai     |     |            |
| Angleterre | 4–1 | Japon      |
| 14 mai     |     |            |
| Indonésie  | 0–5 | Chine      |

### Matches de classement
| 15 mai | Danemark  | 3–2 | Angleterre | 5e / 6e place                                          |
|        | Hong Kong | 1–3 | Japon      | 7e / 8e place. Hong-Kong est relégué dans le Groupe 2. |

### Phase finale
Demi-finale
| 16 mai | Corée du Sud | 3–1 | Indonésie |
|        | Malaisie     | 0–3 | Chine     |

Finale
| 17 mai | Corée du Sud | 0–3 | Chine | La Chine remporte le titre. |

## Groupe 2
| Match pour la montée     |
| Match pour la relégation |

| Équipe         | Pts | J | G | P | MP | MC |
| -------------- | --- | - | - | - | -- | -- |
| Thaïlande      | 3   | 3 | 3 | 0 | 11 | 4  |
| Taïpei chinois | 2   | 3 | 2 | 1 | 9  | 6  |
| Allemagne      | 1   | 3 | 1 | 2 | 8  | 7  |
| France         | 0   | 3 | 0 | 3 | 2  | 13 |

| Équipe    | Pts | J | G | P | MP | MC |
| --------- | --- | - | - | - | -- | -- |
| Russie    | 2   | 3 | 2 | 1 | 8  | 7  |
| Singapour | 2   | 3 | 2 | 1 | 9  | 6  |
| Pays-Bas  | 1   | 3 | 1 | 2 | 6  | 9  |
| Pologne   | 1   | 3 | 1 | 2 | 7  | 8  |

| 10 mai         |     |                |
| Taïpei chinois | 4–1 | Allemagne      |
| Thaïlande      | 4–1 | France         |
| 12 mai         |     |                |
| Thaïlande      | 3–2 | Allemagne      |
| Taïpei chinois | 4–1 | France         |
| 13 mai         |     |                |
| Thaïlande      | 4–1 | Taïpei chinois |
| Allemagne      | 5–0 | France         |

| 11 mai    |     |          |
| Singapour | 2–3 | Russie   |
| Pologne   | 2–3 | Pays-Bas |
| 13 mai    |     |          |
| Pologne   | 3–2 | Russie   |
| Singapour | 4–1 | Pays-Bas |
| 14 mai    |     |          |
| Pays-Bas  | 2–3 | Russie   |
| Singapour | 3–2 | Pologne  |

### Matches de classement
| 15 mai | Thaïlande      | 3–0 | Russie    | 9e/10e place. La Thaïlande est promue dans le Groupe 1. |
|        | Taïpei chinois | 3–1 | Singapour | 11e/12e place                                           |
|        | Allemagne      | 3–0 | Pays-Bas  | 13e/14e place                                           |
|        | France         | 0–3 | Pologne   | 15e/16e. La France est reléguée dans le Groupe 3.       |

## Groupe 3
| Match pour la montée     |
| Match pour la relégation |

| Équipe     | Pts | J | G | P | MP | MC |
| ---------- | --- | - | - | - | -- | -- |
| Bulgarie   | 2   | 3 | 2 | 1 | 8  | 7  |
| États-Unis | 2   | 3 | 2 | 1 | 8  | 7  |
| Tchéquie   | 1   | 3 | 1 | 2 | 7  | 8  |
| Suède      | 1   | 3 | 1 | 2 | 7  | 8  |

| Équipe    | Pts | J | G | P | MP | MC |
| --------- | --- | - | - | - | -- | -- |
| Inde      | 3   | 3 | 3 | 0 | 14 | 1  |
| Ukraine   | 2   | 3 | 2 | 1 | 6  | 9  |
| Écosse    | 1   | 3 | 1 | 2 | 7  | 8  |
| Australie | 0   | 3 | 0 | 3 | 3  | 12 |

| 10 mai             |     |            |
| États-Unis         | 3–2 | Tchéquie   |
| Suède              | 3–2 | Bulgarie   |
| 11 mai             |     |            |
| États-Unis         | 2–3 | Bulgarie   |
| Suède              | 2–3 | Tchéquie   |
| 12 mai             |     |            |
| République tchèque | 2–3 | Bulgarie   |
| Suède              | 2–3 | États-Unis |

| 11 mai  |     |           |
| Inde    | 4–1 | Australie |
| Écosse  | 2–3 | Ukraine   |
| 12 mai  |     |           |
| Inde    | 5–0 | Ukraine   |
| Écosse  | 5–0 | Australie |
| 13 mai  |     |           |
| Inde    | 5–0 | Écosse    |
| Ukraine | 3–2 | Australie |

### Matches de classement
| 14 mai | Bulgarie           | 0–3 | Inde      | 17e/18e place. L'Inde est promue dans le Groupe 2.        |
|        | États-Unis         | 1–3 | Ukraine   | 19e/20e place                                             |
|        | République tchèque | 1–3 | Écosse    | 21e/22e place                                             |
|        | Suède              | 3–1 | Australie | 23e/24e place. L'Australie est reléguée dans le Groupe 4. |

## Groupe 4
| Match pour la montée |

| Équipe         | Pts | J | G | P | MP | MC |
| -------------- | --- | - | - | - | -- | -- |
| Suisse         | 4   | 4 | 4 | 0 | 17 | 3  |
| Philippines    | 3   | 4 | 3 | 1 | 14 | 6  |
| Afrique du Sud | 2   | 4 | 2 | 2 | 9  | 11 |
| Turquie        | 1   | 4 | 1 | 3 | 8  | 12 |
| Luxembourg     | 0   | 4 | 0 | 4 | 2  | 18 |

| Équipe    | Pts | J | G | P | MP | MC |
| --------- | --- | - | - | - | -- | -- |
| Lituanie  | 3   | 4 | 3 | 1 | 14 | 6  |
| Portugal  | 3   | 4 | 3 | 1 | 14 | 6  |
| Islande   | 3   | 4 | 3 | 1 | 14 | 6  |
| Sri Lanka | 1   | 4 | 1 | 3 | 8  | 12 |
| Mongolie  | 0   | 4 | 0 | 4 | 0  | 20 |

| 10 mai         |     |                |
| Afrique du Sud | 1–4 | Philippines    |
| Luxembourg     | 0–5 | Turquie        |
| 11 mai         |     |                |
| Suisse         | 4-1 | Philippines    |
| Afrique du Sud | 4-1 | Luxembourg     |
| 12 mai         |     |                |
| Suisse         | 4–1 | Turquie        |
| Luxembourg     | 1–4 | Philippines    |
| 13 mai         |     |                |
| Suisse         | 5–0 | Luxembourg     |
| Afrique du Sud | 3–2 | Turquie        |
| 14 mai         |     |                |
| Suisse         | 4–1 | Afrique du Sud |
| Turquie        | 0–5 | Philippines    |

| 10 mai    |     |           |
| Portugal  | 2–3 | Islande   |
| Sri Lanka | 5–0 | Mongolie  |
| 11 mai    |     |           |
| Sri Lanka | 1–4 | Portugal  |
| Lituanie  | 5–0 | Mongolie  |
| 12 mai    |     |           |
| Portugal  | 5–0 | Mongolie  |
| Lituanie  | 3–2 | Islande   |
| 13 mai    |     |           |
| Sri Lanka | 1–4 | Islande   |
| Lituanie  | 2–3 | Portugal  |
| 14 mai    |     |           |
| Islande   | 5–0 | Mongolie  |
| Lituanie  | 4–1 | Sri Lanka |

### Matches de classement
| 15 mai | Suisse         | 3–1 | Lituanie  | 25e/26e place. La Suisse est promue dans le Groupe 3. |
|        | Philippines    | 3–2 | Portugal  | 27e/28e                                               |
|        | Afrique du Sud | 0–3 | Islande   | 29e/30e                                               |
|        | Turquie        | 1–3 | Sri Lanka | 31e/32e                                               |
|        | Luxembourg     | 3–1 | Mongolie  | 33e/34e                                               |